# Förnamattvävare
Förnamattvävare (Microneta viaria) är en spindelart som först beskrevs av John Blackwall 1841.  Förnamattvävare ingår i släktet Microneta och familjen täckvävarspindlar. Arten är reproducerande i Sverige. Inga underarter finns listade i Catalogue of Life.